# كلية جون جاي للعدالة الجنائية
كلية جون جاي للعدالة الجنائية (بالإنجليزية: John Jay College of Criminal Justice)‏ هي كلية عامة تركز على العدالة الجنائية وتقع في مدينة نيويورك. إنها كلية عليا بجامعة مدينة نيويورك. تأسست كلية جون جاي باعتبارها كلية الفنون الحرة الوحيدة التي تركز على العدالة الجنائية والطب الشرعي في الولايات المتحدة. تشتهر الكلية ببرامج العدالة الجنائية وعلوم الطب الشرعي وعلم النفس الشرعي وعلم الجريمة والشؤون العامة. الكلية لديها معدل تخرج 46% خلال 6 سنوات لدرجة البكالوريوس.

## التاريخ

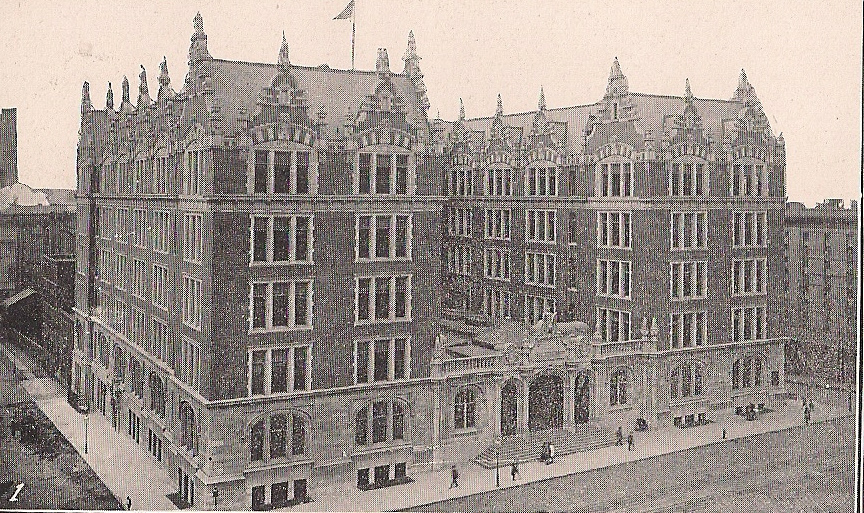
هارين هول في أوائل القرن العشرين. قبل الاستحواذ عليها من قبل جون جاي، كانت مدرسة مدرسة دي ويت كلينتون الثانوية

### التأسيس
في عام 1964، أوصت لجنة شكلها مجلس التعليم العالي بإنشاء مدرسة مستقلة تمنح درجات علمية لعلوم الشرطة. تأسست كلية علوم الشرطة (COPS) التابعة لجامعة مدينة نيويورك لاحقًا وقبلت فصلها الأول في سبتمبر 1965. في غضون عام، تم تغيير اسم المدرسة إلى كلية جون جاي للعدالة الجنائية لتعكس أهدافًا تعليمية أوسع. كان اسم المدرسة، جون جاي (1745–1829) هو أول رئيس للمحكمة العليا للولايات المتحدة وأحد الآباء المؤسسين للولايات المتحدة. كان جاي من مواليد مدينة نيويورك وشغل منصب حاكم ولاية نيويورك.
عقدت الفصول الدراسية في الأصل في أكاديمية الشرطة في شارع العشرين الشرقي. شغل ليونارد إي. ريسمان منصب رئيس الكلية من عام 1964 إلى عام 1970، وخلفه دونالد ريدل، رئيسًا من 1970 إلى 1975.

### عصر الاحتجاجات والخلافات
في ربيع عام 1970، بعد أن أعلن الرئيس نيكسون أن حملة الكمبودي ستمتد، عقدت الكلية جلستين ساخنة عن الصراع. العديد من الجامعات الأخرى كانت موطنًا لإضرابات الطلاب في جميع أنحاء البلاد. في 7 مايو 1970، صوتت الكلية بأغلبية 52 مقابل 39 لصالح إغلاق الكلية احتجاجًا على تعامل الرئيس نيكسون مع حرب فيتنام وقتل الطلاب من قبل الحرس الوطني في جامعة ولاية كينت وكلية ولاية جاكسون. قررت هيئة التدريس أن إغلاق كلية جون جاي سيكون في النهاية متروكًا لطلابها. في اجتماع طلابي حماسي، كان التصويت النهائي 865-791 لصالح إبقاء الكلية مفتوحة.
في صيف عام 1970، وجه الأستاذ آبي بلومبرج بعض الانتقادات إلى مكتب التحقيقات الفيدرالي والمدير ج. إدغار هوفر في دورة الدراسات العليا في علم اجتماع القانون. قام أحد طلابه، وهو عميل في مكتب التحقيقات الفيدرالي يُدعى جاك شو، بفحص دور الوكالة في المجتمع الأمريكي في أطروحة الماجستير الخاصة به، وألمح أن بعض انتقادات بلومبرج ربما كانت صحيحة. وجدت ورقته طريقها إلى يدي هوفر، الذي أمر شاو بالاستقالة وأخبر الرئيس ريدل أنه طالما ظل بلومبرج (أستاذ ثابت) في الكلية، فلن يحضر عملاء مكتب التحقيقات الفيدرالي جون جاي. دافع ريدل عن بلومبرج، مشيرًا إلى الحرية الأكاديمية. بعد وفاة هوفر في عام 1972، بدأ عملاء مكتب التحقيقات الفيدرالي في التسجيل مرة أخرى في الكلية.

### فتح القبول
دخل برنامج القبول المفتوح في جامعة مدينة نيويورك حيز التنفيذ في خريف عام 1970. كان من المقرر أن يبدأ البرنامج في عام 1975، ولكن بدأ تطبيقه مبكرًا بعد أن تظاهرت مجموعة من الطلاب في المدينة الجامعية ضد البياض الساحق لجسم طلاب، مطالبين بإمكانية وصول أكبر للطلاب السود واللاتينيين. كان اعتماد سياسة القبول المفتوح يعني أن الجامعة ستوفر الآن مكانًا لأي خريج ثانوي يرغب في الحضور. عبر جامعة مدينة نيويورك، تضخم تسجيل الطلاب. في جون جاي، بلغ عدد الطلاب الجامعيين 2600 في عام 1969 ؛ 4400 في عام 1970 ؛ 6700 في عام 1972 ؛ و 8600 في عام 1973. نما حجم الكلية بأكثر من 200% بين 1970-1972. علاوة على ذلك، جلبت هذه السياسة العديد من الطلاب «المدنيين» (غير التابعين لإنفاذ القانون) إلى الكلية. كان للنمو الهائل والمفاجئ للمدرسة تأثير عميق. تم تخصيص المزيد من ميزانية الكلية للبرامج العلاجية للمساعدة في انتقال الطلاب الجدد غير المستعدين. بالإضافة إلى ذلك، وسعت الكلية مناهجها، والتوسع في الفنون الحرة. تم تقديم التخصصات بما في ذلك اللغة الإنجليزية والرياضيات والدراسات الأمريكية والكيمياء خلال هذه الفترة في أوائل السبعينيات. تم تطوير برنامج سييك خلال هذا الوقت أيضًا، لدعم الطلاب من الخلفيات المحرومة الذين أظهروا وعدًا أكاديميًا.
استقال الرئيس ريدل ليصبح مستشارًا لجامعة إلينوي في شيكاغو. من عام 1975 إلى 1977، شغل جيرالد دبليو لينش منصب الرئيس بالإنابة، وفي عام 1977، أدى اليمين كرئيس للجامعة، وهو المنصب الذي سيشغله حتى عام 2004.
مع نمو المدرسة، شعرت بضيق المساحة، على الرغم من استحواذها على مبنى مايلز للأحذية في ويست 59 ستريت ستريت (نورث هول) في عام 1969. في عام 1973، استأجر جون جاي مبنى فوكس القرن العشرين السابق (القاعة الجنوبية) على بعد عدة مبانٍ من نورث هول.

### أزمة مدينة نيويورك المالية عام 1976
في عام 1976، هدد مجلس أمناء جامعة المدينة بإغلاق الكلية خلال فترة الأزمة المالية في جامعة مدينة نيويورك ومدينة نيويورك ككل. طوال حملة «إنقاذ جون جاي»، اتحدت هيئة التدريس والإدارة للدفاع عن المشاعر التي عبر عنها الرئيس لينش في مذكرة: «يمكن لجون جاي المساهمة في المدينة كمورد فريد للمساعدة في حل مشاكل الجريمة والإنتاجية العامة، احتياجات القوى العاملة وإدارة الميزانية». بعد أسابيع من الاضطرابات، قررت الكلية خفض ميزانيتها لتظل مستقلة بدلاً من الاندماج مع كلية باروخ. في 5 أبريل، صوت مجلس التعليم العالي للحفاظ على جون جاي. على الرغم من أن التخفيضات في الميزانية كانت لا تزال مؤلمة، إلا أن جهود مجتمع الكلية كانت ناجحة.

### التوسع في المناهج
في عام 1980، بناءً على إلحاح من الرئيس لينش، أنشأت الكلية أول برنامج دكتوراه لها، حيث قدمت درجة الدكتوراه. في العدالة الجنائية في أعقاب العديد من برامج الماجستير. في العقدين التاليين من رئاسة لينش، نما الالتحاق وأعضاء هيئة التدريس، وتوسعت الأنشطة الخارجية للمدرسة، واستمر مناهجها في التطور. واصل جون جاي اتباع نهج في التعليم أكثر انسجامًا مع الفنون الحرة. دعمت الكلية المزيد من التنوع الثقافي للمناهج الدراسية، وإنشاء مسار للدراسات العرقية وتعزيز برنامج دراسات المرأة. بين عامي 1985 و 1988، مع سعي أعضاء هيئة التدريس لمزيد من فرص البحث، زاد مبلغ المنح المالية الممنوحة لأعضاء هيئة التدريس في جون جاي بأكثر من 500%.
مرة أخرى، شعرت الكلية بقيود الفضاء، وفي عام 1986 استحوذت على هارين خول (مدرسة ديوت كلينتون الثانوية سابقًا) عبر التقاطع من نورث هول. بعد التجديد، تم افتتاح قاعة هارين للطلاب في عام 1988. تضمنت القاعة الجديدة مكتبة فسيحة من مستويين، عُمدت مكتبة لويد سيلي في عام 1991 للويد سيلي، أحد خريجي جون جاي.

### أزمة مدينة نيويورك المالية عام 1995
في عام 1995، عانت جامعة مدينة نيويورك من أزمة مالية أخرى عندما أعلن الحاكم جورج باتاكي عن خفض تمويل الدولة للجامعة بقيمة 162 مليون دولار. أعلن مجلس أمناء جامعة مدينة نيويورك حالة الطوارئ المالية. بحلول شهر يونيو، استجابة للتهديد بتخفيضات الميزانية، اعتمدت جامعة مدينة نيويورك سياسة قبول أكثر صرامة لكلياتها العليا: لن يتم قبول الطلاب الذين يعتبرون غير مستعدين للكلية، وهو خروج عن برنامج القبول المفتوح لعام 1970، من أجل توفير الأموال التي تنفق على برامج علاجية. تم تخفيض التخفيضات المقترحة البالغة 162 مليون دولار إلى 102 مليون دولار، والتي استوعبتها جامعة مدينة نيويورك من خلال زيادة الرسوم الدراسية بمقدار 750 دولارًا وتقديم خطة حوافز تقاعد لأعضاء هيئة التدريس. (في مايو 1996، حكم قاض بالمحكمة العليا للولاية بأن جامعة نيويورك أساءت استخدام سلطتها المالية الطارئة لتسريح الأساتذة، وإغلاق الإدارات، وخفض المساعدة العلاجية.)

### الإصلاح الأكاديمي وتوسيع الحرم الجامعي
في 11 سبتمبر 2001، فقد جون جاي 67 من الخريجين والطلاب، العديد منهم من رجال الإطفاء، في هجمات مركز التجارة العالمي. استأنفت المدرسة الصف في 13 سبتمبر، وقدمت إرشادًا إضافيًا للطلاب، الذين رأى الكثير منهم دراستهم وتطلعاتهم المهنية في ضوء جديد. في سبتمبر 2011، كرس جون جاي نصبًا تذكاريًا للأعضاء الذين سقطوا في مجتمعه الذين ماتوا في 11 سبتمبر. تم الكشف رسمياً عن النصب التذكاري، وهو جزء كبير من الفولاذ من أنقاض مركز التجارة العالمي، في سبتمبر 2013.
في عام 1998، وافقت الهيئة التشريعية لولاية نيويورك على ميزانية رأسمالية مدتها خمس سنوات قدرها 352 مليون دولار للكلية لتحسين مرافقها. استمرت الكلية في توسيع حرمها الجامعي مع زيادة التسجيل. تم افتتاح «المبنى الجديد»، وهو برج مكون من 13 طابقًا متصل بالجانب الغربي لقاعة هارين، في عام 2011، مما أدى إلى زيادة مساحة الكلية بشكل كبير وإضافة مساحات خضراء إلى الحرم الجامعي.
انضم جون جاي إلى كلية ماكولاي هونورز، وهو برنامج استشاري للطلاب المتفوقين، في سبتمبر 2012. في ديسمبر 2012، تلقت الكلية أكبر تبرع لها على الإطلاق: 5 ملايين دولار من الأستاذ المساعد والخريج الدكتور أندرو شيفا.
تقاعد الرئيس لينش في عام 2004، بعد أن ترأس أطول إدارة رفيعة المستوى في تاريخ جامعة مدينة نيويورك. وخلفه جيريمي ترافيس، الذي كان سابقًا زميلًا أول في مركز سياسة العدالة وأدار المعهد الوطني للعدالة. تقاعد ترافيس في عام 2017. تولى كارول ماسون، مساعد المدعي العام السابق، منصب رئيس الكلية في أغسطس 2017.

## أكاديميون
كلية جون جاي للعدالة الجنائية معتمدة من قبل لجنة الولايات الوسطى للتعليم العالي. تشتهر المدرسة في المقام الأول بدراسات العدالة الجنائية وعلم النفس الشرعي وبرامج علوم الطب الشرعي، بدعم من منهج الفنون الحرة. تبلغ نسبة الطلاب إلى أعضاء هيئة التدريس 16: 1، ومتوسط معدل الاحتفاظ بالطلاب الجدد 78%. تقدم الكلية مجموعة متنوعة من الدورات الشخصية، عبر الإنترنت، والمختلطة. يعمل بالمدرسة ما مجموعه 1100 من أعضاء هيئة التدريس، أكثر من ثلثهم أعضاء هيئة تدريس بدوام كامل.

### الترتيب
صنفت مجلة فوربس، في تصنيفها لعام 2016 لأفضل كليات الأمريكتين، جون جاي كأفضل كلية 497 في البلاد؛ كما صنفت فوربس جون جاي في المرتبة 175 في أفضل كلية في فئة الشمال الشرقي والمرتبة 169 في فئة أفضل الكليات العامة على التوالي.
في عام 2016، صنفت واشنطن الشهرية جون داي في المرتبة 72 في تصنيف الجامعات للماجستير، والذي صنف الجامعات على مساهمتها في الصالح العام في ثلاث فئات واسعة: الحراك الاجتماعي (تجنيد وتخرج الطلاب ذوي الدخل المنخفض)، البحث (إنتاج منحة دراسية متطورة والدكتوراه)، والخدمة (تشجيع الطلاب على رد الجميل لبلدهم).
اعتبارًا من عام 2016، صنفت يو إس نيوز آند وورد ريبورت برنامج تخرج جون جاي في علم الجريمة رقم 10 على المستوى الوطني وبرنامج خريجي الشؤون العامة رقم 56 في البلاد (في أعلى 20%). صنف المنشور نفسه أيضًا كلية جون جاي للعدالة الجنائية المرتبة 108 في فئة الجامعات الإقليمية الشمالية، بالإضافة إلى المدرسة العامة الرابعة والثلاثين في نفس المنطقة. في الترتيب البديل لأفضل الجامعات العامة في نيويورك لعام 2016، صنفت Niche جون جاي في المرتبة 9. استندت تصنيفات نيتش إلى «الإحصاءات الرئيسية ومراجعات الطلاب» و «الكليات العامة ذات التصنيف الأعلى هي مؤسسات أكاديمية النخبة التي تقدم قيمة جيدة للطلاب داخل الولاية وتقدم تجربة جامعية استثنائية» وفقًا لتقييم نيتش.
صنفت كلية جون جاي للعدالة الجنائية على أنها الكلية رقم 61 في الولايات المتحدة من قبل باي سكال وم}شر التنقل الإجتماعي لكلية نت في عام 2015، والذي صنف الكليات والجامعات على قدرتها على تحسين الفرص الاقتصادية والاستقرار الاجتماعي في بلدنا.
في عام 2016، اعترف موقع بيزنس إنسايدر بجون جاي بأنه يمتلك حرم جامعي 18 الأكثر أمانًا في أمريكا.
صنفت The Military Times جون جاي كأفضل كلية للمحاربين القدامى المرتبة 3 في تصنيفها لعام 2015.
منح المؤتمر المعني بتكوين الكلية والتواصل شهادة امتياز لبرنامج الكتابة في كلية جون جاي في الفترة 2012-2013 من أجل «معالجة مبتكرة لاحتياجات وفرص الطلاب والمدرسين والمؤسسة واللغة المحلية» وتقديم «نموذج مستمر التطوير المهني» لأعضاء هيئة التدريس.

### القبول
حصلت كلية جون جاي للعدالة الجنائية على معدل قبول 37 % في أحدث دورة قبول جامعية.

### برامج الشرف
كلية جون داي هي عضو في برنامج كلية ماكولاي هونورز الانتقائي، والذي يمنح الطلاب الموهوبين أكاديميًا منحة دراسية كاملة مدتها أربع سنوات، ومستشارون أكاديميون متخصصون، وصندوق فرص بقيمة 7500 دولار، لاستخدامها في إثراء الخبرات الأكاديمية. يعتبر الطلاب المقبولين في البرنامج من علماء الجامعة ويتعاونون مع طلاب مرتبة الشرف الآخرين عبر حرم جامعة مدينة نيويورك. يدير برنامج ماكولاي في جون جاي حاليًا العالم والمؤلف Nathan H. Lents.

### ابحاث
تضم الكلية العديد من المراكز والمعاهد البحثية التي تركز على الجريمة والعدالة:
- أكاديمية تحليل الحوادث الحرجة[39]
- مركز منع الجريمة ومكافحتها[40]
- مركز دراسات الجرائم الإلكترونية[41]
- مركز حقوق الإنسان الدولية[42]
- مركز الإعلام والجريمة والعدالة[43]
- مركز العرق والجريمة والعدالة[44]
- مركز الإرهاب[45]
- مركز كريستيان ريجينهارد لدراسات الاستجابة للطوارئ[46]
- اتحاد حل النزاعات بجامعة مدينة نيويورك[47]
- معهد أخلاقيات العدالة الجنائية[48]
- معهد إعادة السجين[49] - يدرس إعادة دخول السجين
- مركز البحث والتقييم[50]

### الدرجات المقدمة
تمنح جون جاي درجات البكالوريوس والماجستير والدكتوراه بالإضافة إلى الشهادات. اعتادت الكلية على تقديم درجات الزمالة ولكن تم إغلاق البرنامج في عام 2010.

## الحياة الطلابية
يحضر جون جاي ما يقرب من 13000 طالب جامعي و 2000 طالب دراسات عليا.
على الرغم من أن 95% من الطلاب المسجلين هم من المقيمين في الولاية، فإن الكلية تقدم بيئة متنوعة وشاملة. أكثر من 75% من الطلاب يعتبرون أقلية (39% من أصل لاتيني، 28% أبيض، 21% أسود، 12% آسيويون)، بينما يتم تمثيل أكثر من 130 جنسية بين المسجلين في الكلية. يتضح تنوع الكلية بشكل أكبر من خلال حقيقة أن 47% من الطلاب هم من الجيل الأول من الأمريكيين، وحوالي نصفهم يتحدثون لغة أخرى غير الإنجليزية في المنزل، و 33% مولودون في الخارج.
هناك 52 منظمة طلابية نشطة في الحرم الجامعي، يقع العديد منها في "Club Row"، وهي سلسلة من الممرات حيث يتم تخصيص مساحة لنوادي الطلاب.
يصرف مجلس الطلاب الأموال للمنظمات التي تعتبر «الخدمة الأساسية»، مثل لجنة الكتاب السنوي.

### ألعاب القوى
تشارك فرق الكلية كعضو في القسم الثالث من الرابطة الوطنية لألعاب القوى. هي عضو في مؤتمر جامعة مدينة نيويورك الرياضي (CUNYAC). تشمل الرياضات التالية:
- الخريف: كرة القدم للرجال والنساء، الكرة الطائرة للسيدات، التنس النسائي، الرجال والنساء عبر الضاحية
- الشتاء: كرة السلة للرجال والسيدات، السباحة للسيدات، البندقية والتشجيع
- الربيع: البيسبول والكرة اللينة والكرة الطائرة للرجال وتنس الرجال

## الحرم الجامعي
تتكون الكلية من ستة مباني. يقع في وسط مدينة مانهاتن بالقرب من معالم مدينة نيويورك الشهيرة مثل سنترال بارك ودائرة كولومبوس وقاعة كارنيجي ومركز لينكولن.
أحدث مبنى للكلية، مكون من 13 طابقا، 625,000 قدم مربع (58,100 م2)، تم افتتاحه في عام 2011 ويحتل مبنى سكني كامل في وسط المدينة.
يُعرف في جميع أنحاء الحرم الجامعي باسم "المبنى الجديد"، وقد تم الاعتراف به باعتباره "تحفة معمارية تم التغاضي عنها" من قبل ريال ديل، وهي نشرة إخبارية رائدة في مجال العقارات في مدينة نيويورك، والتي أدرجت المبنى مؤخرًا ضمن "أفضل عشرة مبانٍ يمكن رؤيتها في أمريكا "وواحد من" أروع أعمال الهندسة المعمارية في البلاد.
هارين هول

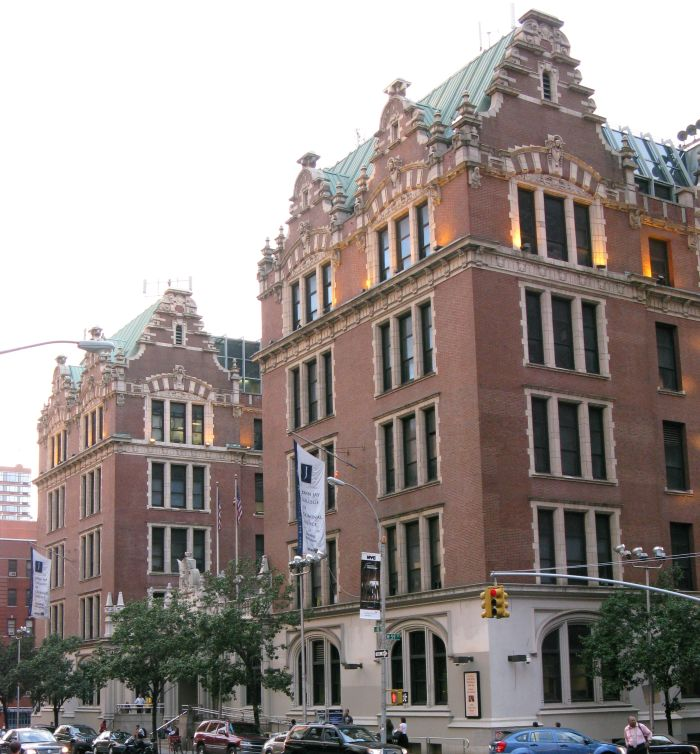
هارين هول.

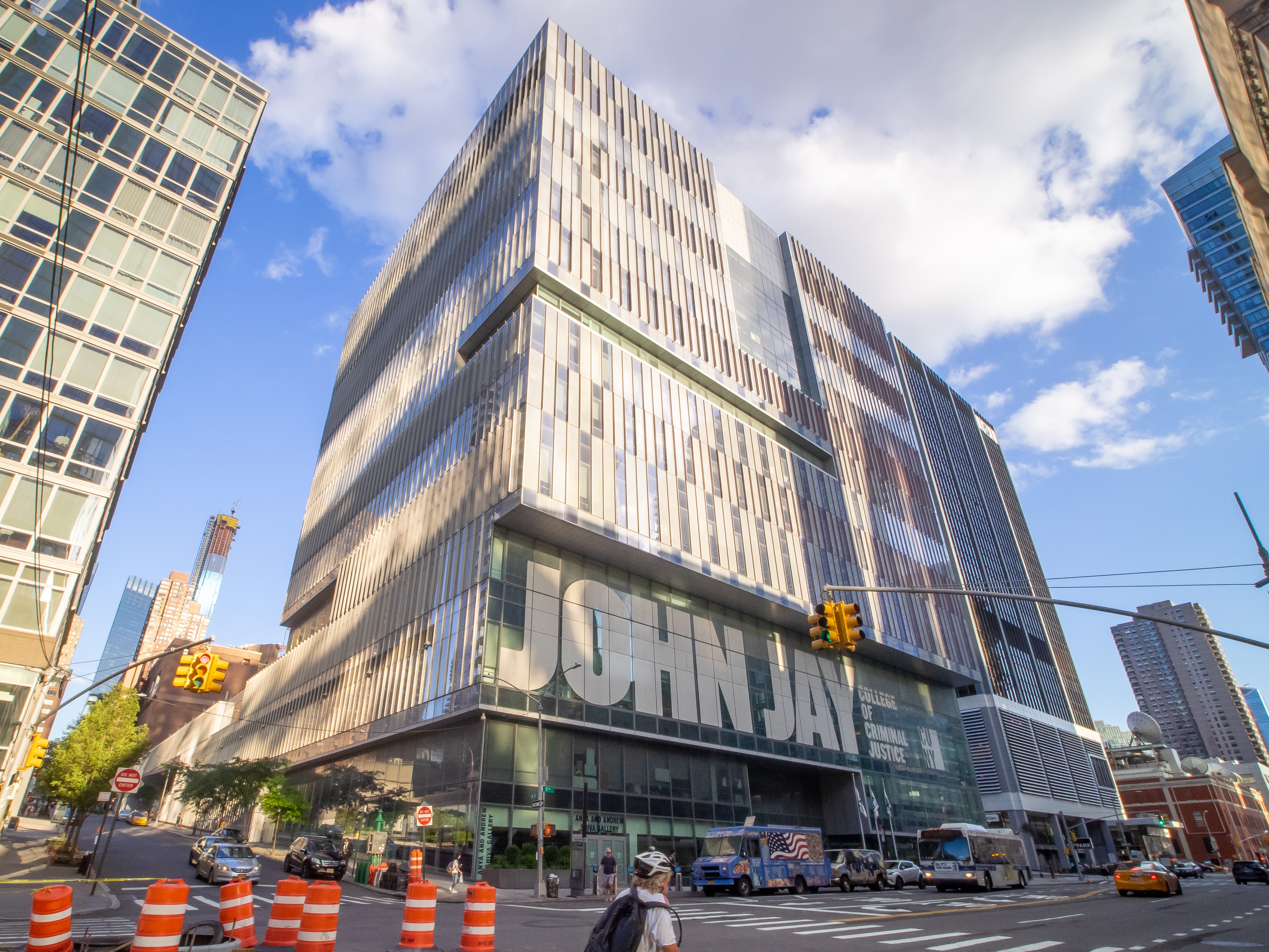
مبنى N

هارين هول، المعروف أيضًا باسم 'مبنى تنث أفينيو، أو ببساطة مبنى T، هو المبنى الرئيسي للحرم الجامعي لجون جاي. يقع في 899 10th Avenue، ويضم غالبية الأقسام الإدارية والفصول الدراسية، تم تشييد المبنى في عام 1903. في عام 1988، استحوذت جون جاي على قاعة هارين وتحتوي الآن على مكتبة لويد سيلي ومسرح جيرالد دبليو لينش وصالة للألعاب الرياضية وحوض سباحة.

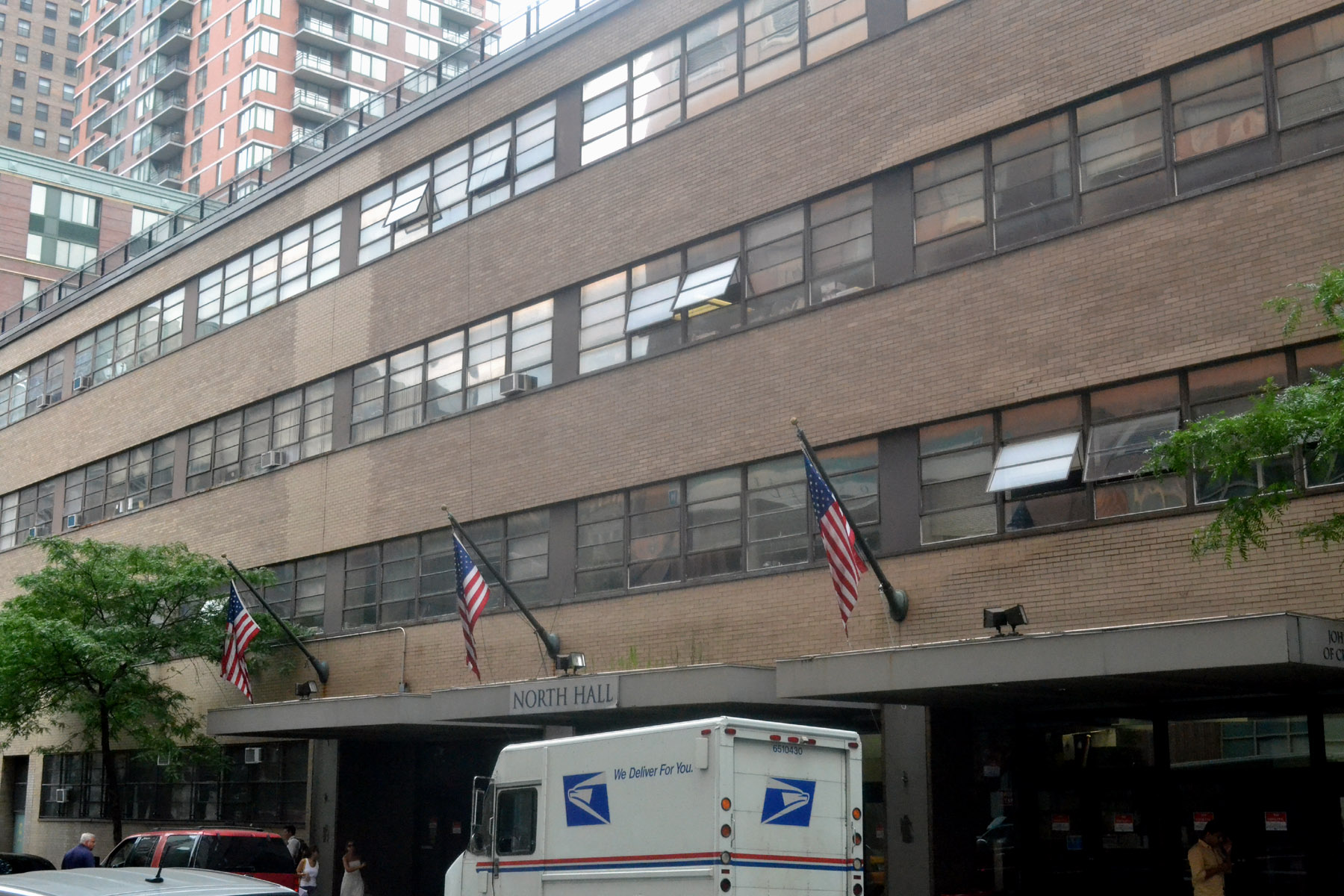
القاعة الشمالية
تقع القاعة الشمالية، المعروف أيضًا باسم المبنى N، في 445 West 59th Street، قطريًا عبر التقاطع من هارين هول. قبل الاستحواذ في عام 1973، كان المبنى عبارة عن مصنع أحذية.
مبنى ويستبورت
مبنى ويستبورت، الذي يشار إليه أيضًا باسم مبنى W، هو ناطحة سحاب سكنية / تجارية من 24 طابقًا تقع في 500 West 56th Street. تم تشييده في عام 2003 من قبل الشركات ذات الصلة، يشغل جون جاي الطابقين الأولين من مبنى ويستبورت.
ملحق شارع 54
ملحق شارع 54 هو مبنى مكون من 10 طوابق تم بناؤه عام 1930 ويقع في 619 West 54th Street. إنه الهيكل الجنوبي للحرم الجامعي. توجد بعض المكاتب الإدارية لجون جاي هناك.[بحاجة لمصدر]
يد"
الشهادات والشهادات عبر الإنترنت
في عام 2014، أطلقت كلية جون جاي شهادتي ماجستير عبر الإنترنت بالكامل وشهادة مهنية عبر الإنترنت. يقدم الجزء عبر الإنترنت من الكلية حاليًا درجة الماجستير في إدارة الأمن، ودرجة الماجستير في الإدارة العامة، وشهادة في دراسات الإرهاب، وشهادة غير ائتمانية في الأمن الداخلي. تخطط كلية دون جاي الألكترونية إطلاق المزيد من الدرجات والشهادات في المستقبل.

## مشاهير

### الخريجين
- إريك آدامز (بكالوريوس)، رئيس بروكلين بورو (2014-)
- كارل برابينك (MPA)، عضو مجلس ولاية نيويورك يمثل المنطقة 98[58]
- إدوارد توماس برادي (ماجستير)، محامي محاكمة وقاضٍ مشارك سابق في المحكمة العليا في نورث كارولينا
- جينينغز مايكل بورش (بكالوريوس)، مؤلف كتاب المذكرات الأكثر مبيعًا في عام 1984 بعنوان هم قفص الحيوانات ليلاً
- ماركوس كريسبو (بكالوريوس)، عضو مجلس ولاية نيويورك يمثل المنطقة 85[59]
- إدوارد أ. فلين، رئيس قسم شرطة ميلووكي
- هنري لي (BS '72)، عالم الطب الشرعي ومؤسس معهد هنري سي لي لعلوم الطب الشرعي
- إيفا نورفيند (ماجستير)، ممثل ومخرج
- جيمس بي أونيل (بكالوريوس)، مفوض شرطة نيويورك
- بولي بيريت، الممثل المعروف عن دورها آبي Scuito على إن سي آي إس
- رونالد رايس، سناتور ولاية نيو جيرسي
- أرييل ريوس، الوكيل الخاص السري لمكتب الولايات المتحدة للكحول والتبغ والأسلحة النارية والمتفجرات (ATF)، قُتل أثناء أداء واجبه
- إيميت سانت جيلن، طالبة دراسات عليا في العدالة الجنائية قُتلت في فبراير 2006. تم إنشاء منحة باسمها
- رونالد سبادافورا، (BA)، رئيس FDNY
- سكوت سترينجر (بكالوريوس)، مراقب مدينة نيويورك (2014-) ورئيس مانهاتن بورو (2006-2013)
- كينيث بي تومسون (بكالوريوس)، المدعي العام لمقاطعة كينجز (2014-) والمحامي السابق لمتهم دومينيك شتراوس كان، نافيساتو ديالو
- جون تيموني (بكالوريوس 1974)، رئيس قسم شرطة ميامي (2003-10)
- دوروثي أوناك (بكالوريوس)، روائية ومباحثة في قسم شرطة العبور في مدينة نيويورك
- لوفلي إيه وارن (BA)، عمدة مدينة روتشستر رقم 67، نيويورك

### أعضاء هيئة التدريس في الماضي والحاضر
- جيمس ديجيوفانا، مؤلف ومراجع ومخرج أفلام حائز على جوائز[بحاجة لمصدر]
- شاول كاسين، أستاذ علم النفس المتميز المعروف ببدء الدراسة العلمية للاعترافات الكاذبة التي تسببت فيها الشرطة[بحاجة لمصدر]
- جين كاتز، سباح أولمبي وعضو في قاعة مشاهير الرياضة اليهودية الوطنية[بحاجة لمصدر]
- ديفيد إم كينيدي، مؤلف كتاب «لا تطلق النار» (2011) وأستاذ علم الجريمة[بحاجة لمصدر]
- ناثان لينتس، عالم ومؤلف
- جون ماتيسون، الحائز على جائزة بوليتسر في عام 2008 عن السيرة الذاتية Eden's Outcasts: قصة لويزا ماي ألكوت ووالدها[بحاجة لمصدر]
- بيتر موسكوس، ضابط سابق في قسم شرطة بالتيمور ومؤلف كتاب Cop in the Hood[بحاجة لمصدر]
- كيفين نادال، أستاذ أمريكي فلبيني بارز، ومؤلف، وباحث في مجال العدوانية الدقيقة[60]
- سيرينا ناندا (مواليد 1938)، مؤلفة، عالمة أنثروبولوجيا، وأستاذ فخري
- ستيفن بنرود، أستاذ علم النفس المتميز والمتخصص في دراسات اتخاذ القرار في هيئة المحلفين وشهادة شهود العيان.[61]
- روزالي بورفيس، مديرة المسرح ومصممة الرقصات[بحاجة لمصدر]
- فلورا ريتا شرايبر، مؤلف كتاب العرافة (1973)[بحاجة لمصدر]
- لويد جورج سيلي، شرطة نيويورك الصورة أول ضابط أمريكي من أصل أفريقي خريج من الأكاديمية الوطنية FBI وأول ضابط من أصل إفريقي في شرطة نيويورك إلى جعل رتبة بأنه قائد مركز للشرطة[بحاجة لمصدر]
- جاي سيكستر، عالم النفس والرئيس الفخري لكلية الرحمة
- مايك والاس، مؤلف مشارك لجوثام الحائز على جائزة بوليتزر لعام 1999 : تاريخ مدينة نيويورك حتى عام 1898[بحاجة لمصدر]
- بنجامين وارد، أول أمريكي من أصل أفريقي مفوض شرطة مدينة نيويورك[62]
- نيك واسيسكو، أصغر عمدة على الإطلاق ليونكرز، وأصغر عمدة في مدينة أمريكية كبرى
- كاثي سباتز ويدوم، أستاذة مميزة في علم النفس وخبيرة في العواقب طويلة المدى لإساءة معاملة الأطفال وإهمالهم، الحائزة على جائزة ستوكهولم لعام 2016 في علم الجريمة.[63]

## روابط خارجية
- الموقع الرسمي
- الموقع الرسمي لألعاب القوى